# مونرو (جورجيا)
مونرو (بالإنجليزية: Monroe, Georgia)‏ هي مدينة تقع في Walton_County_Georgia_Incorporated_and_Unincorporated_areas_Monroe_Highlighted.svg بولاية جورجيا في الولايات المتحدة. تبلغ مساحة هذه المدينة Greg Thompson (كم²)، وترتفع عن سطح البحر م، بلغ عدد سكانها 27.1 نسمة في عام 2010 حسب إحصاء مكتب تعداد الولايات المتحدة.

## أعلام
- براندون موس
- فرانسيس كونروي
- كليفورد ووكر
- لوني هيلير
- باتريشيا روبرتس

## وصلات خارجية
- 30655-30656
- Cities & Counties - Georgia.gov